# Головна колія
Головна колія — колія перегону, а також колія станції, що є безпосереднім продовженням колії прилеглого перегону.